# École de photographie de Kharkiv
L'école de photographie de Kharkiv (KSP) (ukrainien : Харківська Школа Фотографії) est un mouvement artistique ukrainien dans le domaine de la photographie qui a émergé dans la ville de Kharkiv au cours des années 1970. Il a été créé en opposition au style artistique du réalisme socialiste soviétique, qui a régné de 1934 aux années 1980.  

## Histoire

### Le groupeVremia,(Le Temps),(années 1970-1980)
Un club photo régional ouvre ses portes à Kharkiv en 1965. 
Au sein de ce club se forme un mouvement artistique anticonformiste, le groupe Vremia (Le Temps), composé de huit artistes. Fondé en 1971 par Jury Rupin et Evgeniy Pavlov, ce groupe est également composé d'Oleg Maliovany, Boris Mikhailov, Gennadiy Tubalev, Oleksandr Suprun et Oleksandr Sitnichenko et Anatoliy Makiyenko.

### Le groupeGosprom,(Réaction rapide)(1994-1996)
Le groupe Gosprom s'inscrit dans courant de la photographie documentaire. Les artistes du groupe réalisent leurs clichés en noir et blanc avec une fermeture du diaphragme et une source de lumière ponctuelle, permettant l'obtention d'images avec une plus grande netteté et profondeur de champ.
Les membres de ce groupe sont Sergey Bratkov, Igor Manko, Guennadi Maslov, Konstantin Melnik, Misha Pedan, Leonid Pesin, Boris Redko et Vladimir Starko.

### Le groupeShilo(années 2000)
Ce groupe est composé de Sergiy Lebedynskyy, Vladyslav Krasnoshchok et Vadym Trykoz,.  le Musée de l’École de photographie de Kharkiv.

## Musée de l’école de photographie de Kharkiv (MOKSOP)
Fondé par Sergiy Lebedinsky, le Musée de l’école de photographie de Kharkiv (MOKSOP) est installé un bâtiment industriel situé non loin de la gare du sud de Kharkiv. Son inauguration était prévue en septembre 2022 mais a été retardée en raison de l’invasion de l’Ukraine par la Russie.
En 2021, le MOKSOP à fait une donation de plusieurs dizaines d’œuvres au Centre Georges Pompidou à Paris. 